# Апчева, Ольга Гурьевна
Ольга Гурьевна Апчева (2 августа 1940, Вудоялы — 23 января 1984, Вудоялы) — чувашская советская колхозница, депутат Верховного Совета СССР.

## Биография
Родилась в 1940 году. Чувашка. Беспартийная. Образование неполное среднее.
С 1955 года — колхозница, телятница, а с 1967 года — доярка колхоза имени Калинина Ибресинского района Чувашской АССР.
Депутат Совета Национальностей Верховного Совета СССР 9 созыва (1974—1979) от Вурнарского избирательного округа № 684 Чувашской АССР, член Мандатной комиссии Совета Национальностей.
О. Г. Апчева умерла 23 января 1984 года и похоронена на вудоялском кладбище.

## Награды
- Орден Октябрьской Революции[1]
- Орден Трудового Красного Знамени[1]